# Rosenhof (Auerbach)
Rosenhof ist ein Gemeindeteil der Stadt Auerbach in der Oberpfalz im Landkreis Amberg-Sulzbach in Bayern. Die Einöde liegt etwa fünf Kilometer nordwestlich der Stadt Auerbach und einen Kilometer südwestlich von Michelfeld.

## Geschichte
Rosenhof wurde erstmals schriftlich im Salbuch Kaiser Karls IV. von 1366/68 genannt. In einer Aufzählung derer, die „Reutzinse von dem walde“ zahlen müssen, heißt es u. a., „Die Helwegninn 4 morgen in der Rosenreut. - Des Pogners kinde 3 ½ morgen in der Rosenreut.“ Erster Betreiber der nahe gelegenen Kienrußfabrik Rosenmühle war Georg Lord aus Michelfeld. Der Rosenhof in der Rosenreut besteht sicher seit dem 15. Jahrhundert. Der Gilthof des Sebastian Rosenpauer zum Rosenhof ist während des Dreißigjährigen Krieges nach einem Bericht von 1643 seit 1632 fast ganz öd gelegen.
Rosenhof gehörte bis 1. Mai 1978 zur Gemeinde Michelfeld. Diese wurde im Zuge der Gebietsreform in Bayern am 1. Mai 1978 in die Stadt Auerbach eingegliedert.